# Matteo Marconcini
Matteo Marconcini (ur. 26 sierpnia 1989) – włoski judoka. Olimpijczyk z Río de Janeiro, gdzie zajął piąte miejsce w wadze półśredniej.
Wicemistrz świata w 2017; uczestnik zawodów w 2019. Startował w Pucharze Świata w latach 2010-2017 i 2019. Trzeci na MŚ wojskowych w 2016 roku.

## Letnie Igrzyska Olimpijskie 2016
| Konkurencja | Eliminacje          | Eliminacje               | Eliminacje               | Eliminacje                    | Finały                | Finały              | Klas. końcowa |
| Konkurencja | Przeciwnik I        | Przeciwnik II            | Przeciwnik III           | Przeciwnik IV                 | Przeciwnik I          | Przeciwnik II       | Miejsce       |
| ----------- | ------------------- | ------------------------ | ------------------------ | ----------------------------- | --------------------- | ------------------- | ------------- |
| 81 kg       | Kodo Nakano (PHI) Z | Joachim Bottieau (BEL) Z | Valeriu Duminică (MDA) Z | Awtandil Czrikiszwili (GEO) P | Iwajło Iwanow (BGR) Z | Sergiu Toma (UAE) P | 5.            |